# Frechulf
Frechulf war von ungefähr 820 bis 850 Bischof von Lisieux in der Normandie.
Er war ein treuer Anhänger Ludwigs des Frommen. Frechulf schrieb auf Wunsch des Kanzlers Helisachar, den er seinen Lehrer nennt, ein Werk über die alte Geschichte, welchem er ein zweites Buch von Christi Geburt bis zum Untergang des römischen Reiches hinzufügte. Dieses widmete er um 830 der Kaiserin Judith, um es beim Unterricht ihres Sohnes Karl zu benutzen. Abweichend von der sonstigen Auffassung des Mittelalters wird das römische Reich als abgeschlossene Epoche betrachtet und nicht als unmittelbarer Vorläufer des karolingischen Kaisertums.

## Quelle
- Wilhelm Wattenbach: Frechulf. In: Allgemeine Deutsche Biographie (ADB). Band 7, Duncker & Humblot, Leipzig 1877, S. 327.